# Chauffailles
Chauffailles település Franciaországban, Saône-et-Loire megyében. Lakosainak száma 3656 fő (2022. január 1.). Chauffailles Mussy-sous-Dun, Belmont-de-la-Loire, Saint-Germain-la-Montagne, Saint-Clément-de-Vers, Anglure-sous-Dun, Chassigny-sous-Dun, Saint-Igny-de-Roche és Tancon községekkel határos.

## Népesség
A település népességének változása:
| Lakosok száma | 3768 | 3725 | 3791 | 3708 | 3700 | 3703 | 3688 | 3675 | 3656 |
|               | 2013 | 2015 | 2016 | 2017 | 2018 | 2019 | 2020 | 2021 | 2022 |